# Casa Marsol
Casa Marsol és una obra de Tarragona protegida com a Bé Cultural d'Interès Local.

## Descripció
Construcció molt reformada a la planta baixa, encara que conserva tot el seu encant i caràcter als pisos. Els balcons estan molt decorats amb baranes de forja. L'edifici està coronat amb una cornisa motllurada.